# 大托铺街道
大托镇，是中华人民共和国湖南省长沙市天心区下辖的一个乡镇级行政单位。2012年，原大托镇拆分为黑石铺街道、大托铺街道、先锋街道。

## 行政区划
大托镇下辖以下地区：
新港村、大托村、兴隆村、黄合村和桂井村。

## 交通
- 京广铁路：黑石铺站